# Olga Iwanowna Kurban

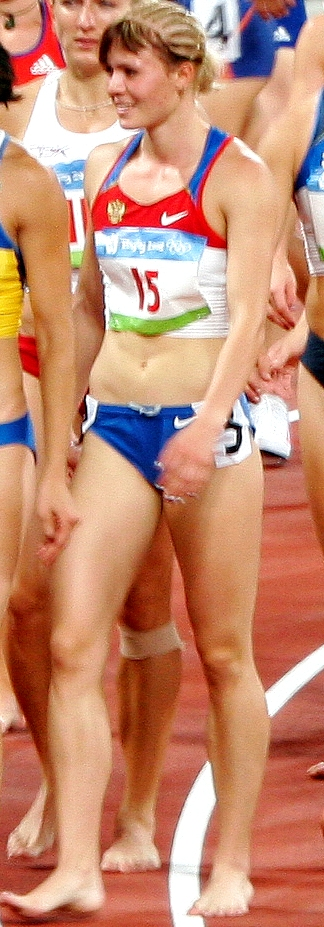
Olga Kurban bei den Olympischen Sommerspielen 2008

Olga Iwanowna Kurban (russisch Ольга Ивановна Курбан; * 16. Dezember 1987 in Irkutsk) ist eine russische Siebenkämpferin. 

## Erfolge
Bei den Leichtathletik-Weltmeisterschaften 2007 belegte Olga Kurban den 19. Rang, beim Hypo-Meeting 2008 wurde sie Fünfte. Bei den U23-Europameisterschaften 2008 gewann sie die Silbermedaille. Ihre bisherige Bestleistung (2010) erzielte sie im Freien mit 6559 Punkten in Tscheljabinsk am 16. Juni 2008. In der Halle in der nur ein Fünfkampf ausgetragen wird erreichte sie am 3. Februar 2008 in Sankt-Peterburg 4617 Punkte. Sie vertrat ihr Land bei den Olympischen Spielen 2008 in Peking, wo sie Dreizehnte wurde.